# Przemysław Piasecki
Przemysław Piasecki (ur. 12 sierpnia 1952 w Strzelnie) – polski taternik, alpinista i himalaista. 
Zdobywca K2 (8611) - pierwsze przejście drogą Magic Line. Uprawia także paragliding i sporty wodne. Z wykształcenia inżynier – konstruktor, opatentował kilka wynalazków z dziedziny metalizacji. Mieszka i pracuje w Poznaniu. 
Żonaty, troje dzieci, troje wnuków.

## Życiorys
Działalność górską rozpoczął w 1971 roku eksploracją jaskiń tatrzańskich. Od 1972 roku wspinał się Tatrach, w sezonach letnich i zimowych. Zimą przeszedł m.in. drogi : Łapińskiego, Długosza i Wielkie Zacięcie na Kazalnicy Mięguszowieckiej,  pn.-wsch. Filar Mięguszowieckiego Szczytu, Direttissimę Małego Kieżmarskiego oraz drogę środkiem ŻTM.
W Alpach przeszedł m.in.: centralny filar Freney na Mont Blanc, filar Gervasuttiego na Mont Blanc du Tacul, północną ścianę Les Droites, filar Frendo na Aiguille du Midi, drogę Browna na Aiguille de Blaitiere i środkiem Aiguille du Fou.
W 1977, w czasie wyprawy  w Hindukusz, wszedł na siedmiotysięczniki Akher Chagh (7020), Kohe Tez (7015) oraz nową drogą na Shajo Zom (6855). W następnych latach brał udział w wyprawach w Himalaje Garhwalu i Pamir. W 1983 roku w Himalajach Kaszmiru wszedł nową drogą, zachodnią ścianą, na Arjune Południową (6230).
W 1984 zdobył swój pierwszy ośmiotysięcznik, południowy wierzchołek Kanchenjungi -Yalu Kang (8505). Było to pierwsze przejście filara  południowego, uznane za najlepsze w sezonie 1984 w Himalajach. Dwa zespoły osiągnęły szczyt : Wojciech Wróż i Tadeusz Karolczak oraz Przemysław Piasecki i Leszek Cichy.
W 1985/86 wziął udział w pierwszej polskiej, zimowej wyprawie na Kanchenjungę (8586)  kierowanej przez Andrzeja Machnika. Wyprawa dokonała pierwszego, zimowego wejścia na Kanchenjungę. Jerzy Kukuczka i Krzysztof Wielicki weszli na szczyt, w tym samym czasie z ataku szczytowego, z wysokości 7900 wycofał się Przemysław Piasecki, aby sprowadzić cierpiącego na chorobę wysokościową Andrzeja Czoka. Mimo wysiłków podejmowanych w celu ratowania kolegi Czok zmarł w namiocie obozu 3.
W 1986 roku Przemysław Piasecki uczestniczył w  wyprawie w Karakorum, kierowanej przez Janusza Majera, której celem była nowa droga na K2 (8611) filarem południowo-zachodnim - Magic Line. Drogę Magic Line pokonał zespół : Peter Bożik, Przemysław Piasecki i Wojciech Wróż. W zejściu  żebrem  Abruzzów, na wysokości 8200, zginął  Wojciech Wróż.
1989 rok – udział w wyprawie na Lhotse (8516) – próba pierwszego przejścia południowej ściany. W czasie wyprawy ginie Jurek Kukuczka, działalność górska została przerwana.

## Publikacje
- Piasecki P.: The Magic Line 1986  (Alpinist : 38,  Spring 2012, K2: The Mountaineer’s Mountain) s. 64-65
- Piasecki P. : K2 Magic Line 1986 (Taternik nr 4,  2016) s. 20